# Bright (Indiana)
Bright es un lugar designado por el censo ubicado en el condado de Dearborn en el estado estadounidense de Indiana. En el Censo de 2010 tenía una población de 5693 habitantes y una densidad poblacional de 174,92 personas por km².

## Geografía
Bright se encuentra ubicado en las coordenadas 39°13′30″N 84°51′44″O / 39.22500, -84.86222. Según la Oficina del Censo de los Estados Unidos, Bright tiene una superficie total de 32.55 km², de la cual 32.5 km² corresponden a tierra firme y (0.14%) 0.05 km² es agua.

## Demografía
Según el censo de 2010, había 5693 personas residiendo en Bright. La densidad de población era de 174,92 hab./km². De los 5693 habitantes, Bright estaba compuesto por el 98.31% blancos, el 0.32% eran afroamericanos, el 0.05% eran amerindios, el 0.28% eran asiáticos, el 0.02% eran isleños del Pacífico, el 0.46% eran de otras razas y el 0.56% pertenecían a dos o más razas. Del total de la población el 0.74% eran hispanos o latinos de cualquier raza.